# Pozďatín
Pozďatín (česky do roku 1918 Pozdětín; německy Pozdiatin, Posdiatin) je obec v okrese Třebíč v Kraji Vysočina. Žije zde 158 obyvatel.
Pozďatín se nachází asi deset kilometrů severozápadně od Náměště nad Oslavou, vesnicí prochází silnice z Kojatína do Pozďatína, Smrku do Pozďatína a z Pyšele do Pozďatína. Na území obce se nachází několik rybníků.
Sousedními obcemi sídla jsou Smrk, Budišov, Kojatín, Pyšel a Studenec.

## Geografie
Ze západu na východ vede přes území obce silnice ze Smrku k železniční stanici Studenec a k silnici I/23. Ze zastavěného území obce vychází severozápadně silnice do Kojatína a k železniční zastávce Kojatín a severovýchodně silnice do Pyšele. Jižně ze zastavěného území obce vede užitková silnice k rybníku Kacíř a k chatové oblasti. Jižně od zastavěného území obce se nachází i mnoho užitkových lesních a polních cest, které obsluhují oblast s mnoha rybníky na jihu území obce. Ze severozápadu na jihovýchod vede přes území obce železniční trať Křižanov–Studenec, severně od zastavěného území obce se nachází železniční zastávka Pozďatín, těsně za východním okrajem území obce se nachází železniční zastávka Kojatín a nedaleko jihozápadního okraje se nachází železniční stanice Studenec, v které se spojují tratě z Křížanova do Studence a z Jihlavy do Brna. Přes území obce vede několik cyklostezek, ze severu na jih vede cyklostezka 5106, ze zastavěného území obce na jih vede cyklostezka 5207A, východně z cyklostezky 5106 vychází na jihovýchodním okraji cyklostezka 5209 a přes severní část území obce vede cyklostezka 5208, ta část trasy sdílí i s cyklostezkou 5106. Přes území obce vede i zelená turistická stezka, na východním okraji pak vede žlutá turistická stezka, obě vedou k železniční stanici Studenec. 
Velká část území obce je využívána zemědělsky, severní část od železniční trati dále je výrazně zalesněna, drobnější lesní porosty se nachází i na jihu v oblasti rybníků, východně od zastavěného území obce se nachází několik menších lesů a remízků. Za jižní hranicí území obce se nachází výrazně zalesněná oblast. Na severním okraji zastavěného území obce se nachází areál JZD, západně od zastavěného území obce se nachází areál ovčí farmy.
Na území obce se nachází velké množství rybníků, asi 1 km západně od území obce pramení Okarecký potok, teče dál na východ a ještě na území obce Smrk protéká rybníkem Přibyl, pak teče dál na východ a vtéká na území obce Pozďatín a protéká přes rybníky Kacíř a Vrbinec, pak teče dál na jih, protéká již mimo území obce rybníkem Hlad a po cca 10 km ústí u Náměště nad Oslavou do Oslavy. Několik desítek metrů od jihozápadního okraje území obce pramení nepojmenovaný potok, který napájí malý rybník Štěpánek, ten pak teče dál do Nového rybníka na území Studence a pak ústí do Okareckého potoka. U západního okraje zastavěného území obce pramení potok, který napájí rybník Ostrovec, pak teče přes rybníky Doubek, Štičí a Podhorník a pak vytéká z území a vlévá se do rybníka Hlad. Rybník Donát, který se nachází na východním okraji zastavěného území obce odvodňuje nepojmenovaný potok, který se také vlévá do rybníka Ostrovec. V obce se nachází rybník Lože, který je dějištěm pravidelné akce Pozďatínská lávka. Na východním okraji území obce se nachází památkově chráněné rybníky Čepička a Maršovec, z kterých vytéká Maršovecký potok, ten pak teče dál jižně a po několika kilometrech se vlévá do rybníka Dubovec. Na úplném východním okraji se pak nachází rybník Hranečník, u něj pramení také Hranečnický potok, který pak teče dál na východ a asi po 1 kilometru se vlévá do rybníka Dubovec, kde se spojuje s dalšími potoky. 
Území obce je rozlehlé a jen mírně zvlněné, severní část území obce je zalesněné a mírně výše položené, než jižní část s rybníky, území obce se nachází mezi 450–500 metry nad mořem. Na jižním okraji území se nachází vrchol Čihadlo s kótou 468 m, těsně za východní hranicí území obce se nachází Pyšelská horka s kótou 510 metrů. 
Zastavěné území obce se nachází téměř uprostřed území obce, asi 100 metrů severně od zastavěného území obce se nachází několik oddělených domů od centrální části obce, několik stovek metrů severně od zastavěného území obce se nachází areál školy a bývalá myslivna. Mezi těmito objekty se nachází železniční zastávka a hřbitov. Severně od zastavěného území obce na západním okraji se nachází samota u trati. Na východním okraji území se nachází chatová osada u rybníka Hranečník. Jižně od zastavěného území obce se mezi rybníky nachází velké množství chat v podstatě u všech rybníků. 
Na východním okraji území obce se nachází přírodní památka Maršovec a Čepička se dvěma rybníky, u silnice východně od zastavěného území obce se nachází památný strom Borovice u Pozďatína.

## Historie
Je pravděpodobné, že obec existovala už ve 12. či 13. století, avšak první písemná zmínka o obci pochází až z roku 1358. V roce 1358 již existovala ve vsi tvrz, na které sídlili Chřapek a Vojslav z Pozďatína. V roce 1378 zakoupil ves Michek ze Sedlce, ten pak roku 1387 prodal vesnici Ondřejovi z Pozďatína. V roce 1418 zakoupil vesnici Jan z Bohušic, ten pak zemřel v roce 1447 zadlužen a po jeho smrti byla vesnice prodána Mikulášovi Něprovi z Vojslavic, Mikuláš spojil Pozďatín s Vlčatínem, Hroznatínem a Bochovicemi. V roce 1497 pak pánové z Vojslavic prodali vesnice Zikmundovi Valeckému z Mírova, po něm je zdědil jeho bratr Markvart Valecký z Mírova. V roce 1556 získal Pozďatín a okolní vesnice Burian Osovský z Doubravice, který téhož roku prodal vesnici Oldřichovi z Lomnice a tím se stal Pozďatín součástí náměšťského panství.
Později byl majitelem panství Karel starší ze Žerotína, jeho vychovával Pavel Novodvorský z Pozďatína, na počátku 17. století zakoupil náměšťské panství Albrecht z Valdštejna, posléze pak byli majiteli panství pánové z Verdenberka. V roce 1738 získala polovinu panství Marie Františka provdaná Kufštejnová, v roce 1752 však koupili panství Haugwitzové. V roce 1888 byla ve vsi založena škola, ale již kolem roku 1840 působil ve vsi učitel, který učil po domech. V roce 1900 vznikl v obci pěvecko-čtenářský spolek, v roce 1906 sbor dobrovolných hasičů a v roce 1924 byla v obci založena Domovina.
Na počátku první světové války odešlo do bojů 47 občanů, celkem jich ve válce zemřelo 10. V roce 1921 byl na návsi odhalen pomník padlých občanů z Pozďatína. V roce 1928 byla odvodněna velká část obce a v témže roce byla vybudována kanalizace ve vsi. V roce 1929 byla vesnice elektrifikována. Během druhé světové války bylo několik občanů totálně nasazeno na nucené práce, mezi popravenými občany byli členové organizací Maffie a Nemo Stanislav Dufek nebo pilot Karel Rybníček, který zahynul při letecké nehodě na konci války.
Po skončení druhé světové války bylo roku 1956 ve vsi založeno JZD, v roce 1971 bylo sloučeno s JZD Pyšel a později s JZD Vladislav. V roce 1974 byly cesty ve vsi vyasfaltovány, v roce 1976 byla vybudována požární nádrž a roku 1984 byla postavena budova Jednoty. Mezi lety 1974 a 1976 byl přestavěn kulturní dům.
Mezi lety 1980 a 1990 byl Pozďatín součástí obce Pyšel a po osamostatnění byla v roce 1992 postavena nová železniční zastávka na trati mezi Křižanovem a Studencem. Obec byla plynofikována a mezi lety 2001 a 2002 byla vybudována čistička odpadních vod a rozvedena kanalizace. V roce 2013 byla provedena revitalizace vesnice, kdy byly vybudovány nové asfaltové cesty a chodníky. V roce 2019 byly připraveny parcely pro stavbu rodinných domů, které byly v roce 2021 prodány koncovým zájemcům.
Do roku 1849 patřil Pozďatín do náměšťského panství, od roku 1850 patřil do okresu Moravský Krumlov, pak od roku 1868 do okresu Třebíč. Mezi lety 1980 a 1990 patřil Pozďatín pod Pyšel a mezi lety 1980 a 1990 byla obec začleněna opět pod Náměšť nad Oslavou, následně se obec osamostatnila. Do roku 1962 byla součástí obce Pozďatín i obec Kojatín.

## Obyvatelstvo
| Rok            | 1869 | 1880 | 1890 | 1900 | 1910 | 1921 | 1930 | 1950 | 1961 | 1970 | 1980 | 1991 | 2001 | 2011 | 2021 |
| -------------- | ---- | ---- | ---- | ---- | ---- | ---- | ---- | ---- | ---- | ---- | ---- | ---- | ---- | ---- | ---- |
| Počet obyvatel | 193  | 219  | 252  | 225  | 236  | 240  | 228  | 226  | 219  | 222  | 226  | 193  | 191  | 160  | 157  |
| Počet domů     | 25   | 32   | 34   | 35   | 41   | 41   | 50   | 61   | 56   | 54   | 54   | 70   | 72   | 75   | 76   |

## Obecní správa

### Obecní symboly
Znak a vlajka byly obci uděleny rozhodnutím předsedy Poslanecké sněmovny Parlamentu České republiky dne 11. dubna 2008.

## Politika

### Volby do Poslanecké sněmovny
|       | 2006                | 2010               | 2013               | 2017               | 2021               |
| ----- | ------------------- | ------------------ | ------------------ | ------------------ | ------------------ |
| 1.    | ČSSD (44,44 %)      | ČSSD (32,18 %)     | ČSSD (25,58 %)     | ANO (25,28 %)      | ANO (33,33 %)      |
| 2.    | KSČM (22,22 %)      | KSČM (18,39 %)     | KSČM (23,25 %)     | KSČM (18,39 %)     | SPOLU (17,28 %)    |
| 3.    | ODS (16,66 %)       | ODS (12,64 %)      | ANO 2011 (13,95 %) | KDU-ČSL (12,64 %)  | SPD (14,81 %)      |
| účast | 72,00 % (108 z 150) | 61,27 % (87 z 142) | 63,04 % (87 z 138) | 66,92 % (87 z 130) | 62,79 % (81 z 129) |

### Volby do krajského zastupitelstva
|      | 1.                | 2.                       | 3.                      | účast              |
| ---- | ----------------- | ------------------------ | ----------------------- | ------------------ |
| 2000 | ODS (22,22 %)     | 4KOALICE (22,22 %)       | KSČM (22,22 %)          | 30,51 % (47 z 154) |
| 2004 | KDU-ČSL (25,58 %) | KSČM (25,58 %)           | ODS (16,27 %)           | 29,26 % (43 z 147) |
| 2008 | ČSSD (39,02 %)    | KSČM (26,82 %)           | ODS (10,97 %)           | 57,34 % (82 z 143) |
| 2012 | KSČM (30 %)       | Pro Vysočinu (30 %)      | ČSSD (18,57 %)          | 53,96 % (70 z 139) |
| 2016 | KSČM (17,3 %)     | ČSSD (15,38 %)           | STAN+SNK ED (15,38 %)   | 38,52 % (52 z 135) |
| 2020 | KDU-ČSL (18,75 %) | ANO (18,75 %)            | STAN+SNK ED (16,66 %)   | 36,57 % (49 z 134) |
| 2024 | ANO (40,35 %)     | ODS+TOP 09+STO (33,33 %) | ČSNS+KSČM+ČSSD (8,77 %) | 42,45 % (59 z 139) |

### Prezidentské volby
V prvním kole prezidentských voleb v roce 2013 první místo obsadil Miloš Zeman (24 hlasů), druhé místo obsadil Karel Schwarzenberg (22 hlasů) a třetí místo obsadil Jan Fischer (18 hlasů). Volební účast byla 65,31 %, tj. 96 ze 147 oprávněných voličů. V druhém kole prezidentských voleb v roce 2013 první místo obsadil Miloš Zeman (68 hlasů) a druhé místo obsadil Karel Schwarzenberg (32 hlasů). Volební účast byla 70,92 %, tj. 100 ze 141 oprávněných voličů.
V prvním kole prezidentských voleb v roce 2018 první místo obsadil Miloš Zeman (50 hlasů), druhé místo obsadil Jiří Drahoš (20 hlasů) a třetí místo obsadil Michal Horáček (9 hlasů). Volební účast byla 74,81 %, tj. 101 ze 135 oprávněných voličů. V druhém kole prezidentských voleb v roce 2018 první místo obsadil Miloš Zeman (71 hlasů) a druhé místo obsadil Jiří Drahoš (36 hlasů). Volební účast byla 81,06 %, tj. 107 ze 132 oprávněných voličů.
V prvním kole prezidentských voleb v roce 2023 první místo obsadil Andrej Babiš (47 hlasů), druhé místo obsadil Petr Pavel (29 hlasů) a třetí místo obsadila Danuše Nerudová (10 hlasů). Volební účast byla 72,99 %, tj. 100 ze 137 oprávněných voličů. V druhém kole prezidentských voleb v roce 2023 první místo obsadil Andrej Babiš (52 hlasů) a druhé místo obsadil Petr Pavel (47 hlasů). Volební účast byla 73,88 %, tj. 99 ze 134 oprávněných voličů.

## Zajímavosti a pamětihodnosti
- Kaplička Panny Marie na návsi,[4] na jejím místě dříve stávala zvonička z roku 1882[10]
- Kaplička svatého Jana Nepomuckého z 18. století[10]
- Tvrz Pozďatín (14.–15. století) – sídlo místních vladyckých rodů, tvrz stávala nejspíše severně od obce v místě, kde stojí současná myslivna (a také novodobá střední škola). Tvrz mohla vzniknout v polovině 14. století, poprvé je však zmíněna až v roce 1458, roku 1556 byla tvrz i vesnice zakoupena Oldřichem z Lomnice a posléze byla ves připojena k náměšťskému panství a tvrz tak zanikla[8]
- Pozďatínská lávka – zábavní, soutěžní akce pořádaná místním sborem dobrovolných hasičů na pozďatínském rybníce,[31] spočívající v přejíždění plovoucí lávky na kolech a v jiných disciplínách a konající se od roku 2003[32][33]

## Osobnosti
- Stanislav Dufek (1903–1943), odbojář
- Karel Rybníček (1919–1945), pilot RAF